# Ішлі-Пічуш
Ішлі́-Пічу́ш (рос. Ишли-Пичуш, марій. Пичуш) — присілок у складі Моркинського району Марій Ел, Росія. Входить до складу Шиньшинського сільського поселення.

## Населення
Населення — 83 особи (2010; 111 у 2002).
Національний склад (станом на 2002 рік):
- татари — 99 %